# Pederobba
Pederobba là một đô thị tại tỉnh Treviso trong vùng Veneto của Ý, có cự ly khoảng 60 km về phía tây bắc của Venice và khoảng 30 km về phía tây bắc của Treviso. Tại thời điểm ngày 31 tháng 12 năm 2004, đô thị này có dân số 7.285 người và diện tích là 29,3 km².
Đô thị Pederobba có các frazioni (các đơn vị trực thuộc, chủ yếu là các làng) Onigo di Piave và Covolo di Piave.
Pederobba giáp các đô thị: Alano di Piave, Cavaso del Tomba, Cornuda, Crocetta del Montello, Monfumo, Valdobbiadene, Vidor.